# Szép légivadász
A szép légivadász (Coenagrion puella), újabb magyar nevén az azúrkék légivadász, a szitakötők egy  gyakori faja.

## Jellemzői
Igen karcsú szitakötő, a hím alapszíne kék, a nőstényé zöldesbarna: a potroh mindkét ivarnál fémes fekete mintázatot mutat, a nősténynél a fekete területek nagyobb kiterjedésűek. A 2. potrohszelvényen patkó alakú rajzolat van.

## Életmódja
Álló- vagy lassú folyású vizek parti növényzete felett repül. A peterakás lánchelyzetben történik (lásd fotó) a nőstény a petéket kör alakban rakja a vízinövények levélfonákjára, de közben ellentétben a rokon fajokkal, nem merül a víz alá. A lárva áttelel, fejlődésének befejeztével (a hőmérséklettől függően, de 3 hónappal később) elhagyja a vizet, és kész rovarrá vedlik.
|  |